# ジヴァニア

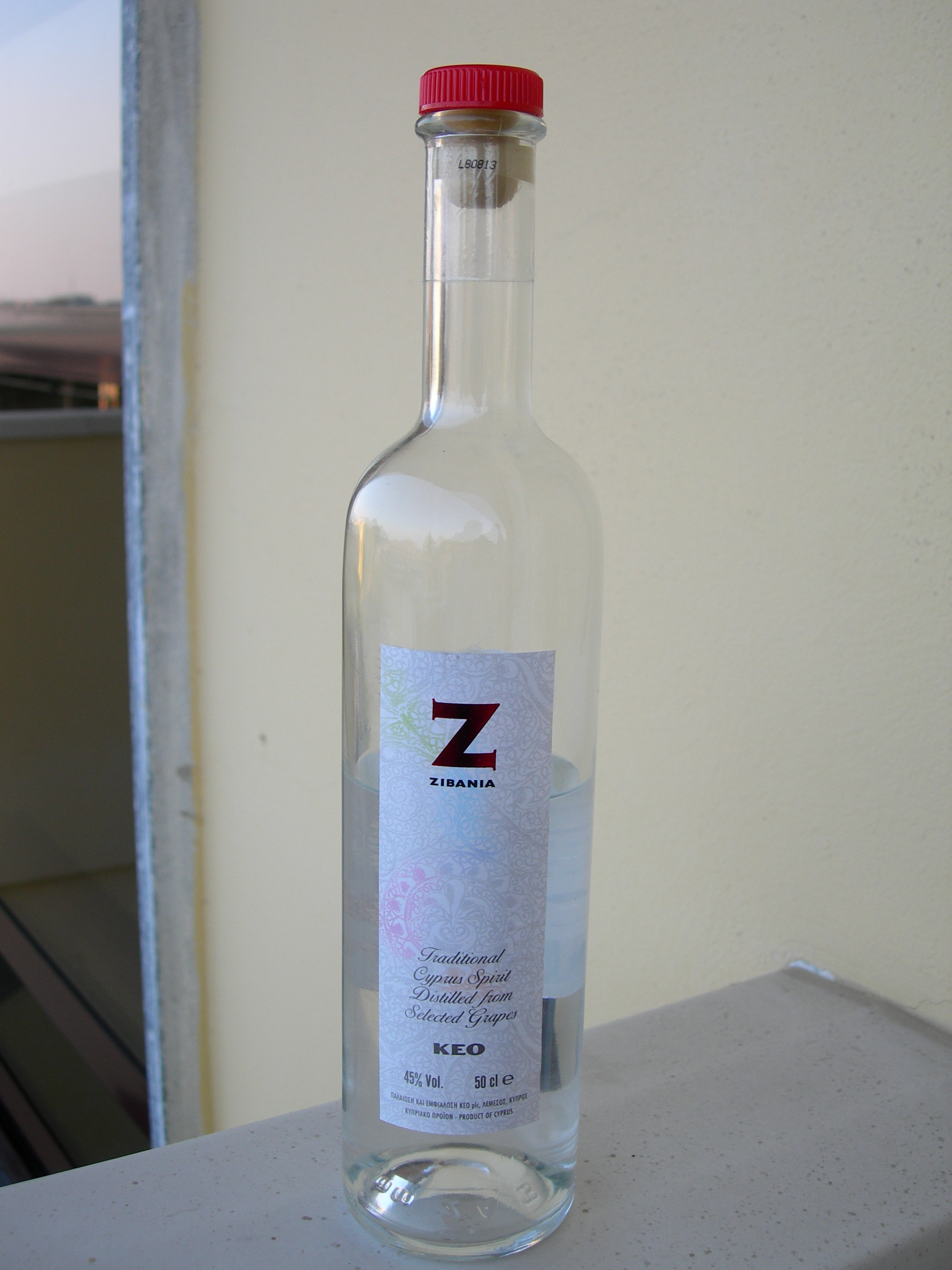
A bottle of Cypriot Zivania.

ジヴァニア（ギリシャ語: ζιβανία, ζιβάνα, トルコ語: Zivaniya）とは、地中海のキプロス島で伝統的に生産されてきた、主にブドウを原料とする蒸留酒、すなわちブランデー（グレープ・ブランデー）の1種である。ただし、同じくブドウを主な原料とするものの、混成酒として作られるジヴァニアも存在する。また、基本的にはホワイトスピリッツ（無色透明な蒸留酒）だが、長期貯蔵を行うなどして、有色となったジヴァニアも存在する。

## 概要
ジヴァニアは、病気の房などを取り除く選果作業を経た、熟したブドウの果実のみから作られる。このブドウは、キプロス島で栽培されているブドウ（Xynisteri種やMavro種）である。このブドウを醸造して作った辛口のワインと、ワイン生産の際などに発生する、ポマース（ブドウの搾りかす）とを混合して、専用の蒸留器で蒸留することによってジヴァニアは製造される。その後は、基本的に熟成などを行わない、いわゆるホワイトスピリッツ（無色透明な蒸留酒）として仕上げられる。このため、基本的に糖分などは製品に含まれない。
ただし、ジヴァニアの製法は他にも存在する。まず、ポマースを使用せずに、地元産のワインを蒸留して作った、いわゆる通常のグレープ・ブランデーの原酒と同等のジヴァニアも存在する。したがって、こちらもホワイトスピリッツで、糖分などは製品に含まれない。そしてもう1つが、上記いずれかの製法で作られた蒸留酒のジヴァニアに、ポマースを漬け込んで、さらにそれを水で希釈して作る、混成酒のジヴァニアである。こちらは、他のタイプのジヴァニアとは性質を異にする。
ただ、いずれの製法のジヴァニアも、レーズンのような香りを持つという特徴が存在する。また、だいたいアルコール度数は45％程度で製品化される。そして蒸発などが起こらないように密封されて出荷される。
以上のような比較的短期間で作られるジヴァニア以外に、長期貯蔵を行った特別なジヴァニアも存在する。また、キプロス島の幾つかの村では、ジヴァニアにシナモンを漬け込んで仕上げられた、赤色を呈した混成酒も作られてきた。

## 歴史
ジヴァニアは、遅くとも1879年にはキプロス島で作られていたことを示す文献が残っている。
そして1989年からは、EUによって、キプロス島で作られた、上記の製法のグレープ・ブランデー以外は「ジヴァニア」を名乗ってはならないと規定されている。

## キプロスでの慣習
キプロス島でジヴァニアは、酒の1つとして楽しまれてきたのは言わずもがなである。なお、ジヴァニアを飲む際、いわゆるつまみものとして、乾燥させたナッツ類や、地元の料理を用意する場合もある。また、近年ではジヴァニアを冷凍庫で冷やしてから飲むといった楽しみ方もされる。
このように酒として楽しむ以外に、次のような目的でもジヴァニアは利用されてきた。1つは、傷口の治療（消毒）、身体の痛い場所をマッサージする時に塗る、風邪薬、歯痛の治療といった、治療を目的とした利用がなされてきた。もう1つは、特に山間部の村々において、冬に身体を温めるための飲み物としての利用もなされてきた。
この他、長期貯蔵されたジヴァニアは、高級品として扱われてきた。この特別なジヴァニアは、何かの行事の時に飲まれてきたり、客人をもてなす時に出されたりしてきた。
また、既述の通り、幾つかの村では、ジヴァニアをベース（原料）とした混成酒も作られてきた。この混成酒は、ジヴァニアにシナモンを漬け込んで作られており、漬け込まれたシナモンの影響で酒は赤色を呈し、またシナモンの香りも加わる。